# Pioneer Yosemite History Center
Le Pioneer Yosemite History Center est un musée en plein air de Wawona, dans la section du parc national de Yosemite relevant du comté de Mariposa, en Californie. Il se compose d'un ensemble d'édifices dans lesquels il est possible d'entrer pour une visite en été. Parmi ceux-ci, on distingue notamment l'Acting Superintendent's Headquarters, le Chris Jorgensen Studio, l'Hodgdon Homestead Cabin, le pont couvert de Wawona et le Yosemite Transportation Company Office, tous inscrits au Registre national des lieux historiques. Les bâtiments ont été réunis sur ce site entre la seconde moitié des années 1950 et la première moitié de la décennie suivante, à la manière de la Degnan's Bakery déplacée depuis la vallée de Yosemite en 1956.